# Karl-Schiller-Berufskolleg
Das Karl-Schiller-Berufskolleg der Stadt Dortmund  ist ein kaufmännisches Berufskolleg in Nordrhein-Westfalen in Trägerschaft der Stadt Dortmund und befindet sich in der Brügmannstraße im Zentrum von Dortmund. Der Namensgeber ist der deutsche Politiker und Wirtschaftswissenschaftler Karl Schiller (1911–1994). Bis zum Jahr 1999 trug die Schule den Namen 'Kaufmännische Schulen II'. Am Karl-Schiller-Berufskolleg sind ca. 3.100 Lernende und 120 Lehrende in 20 verschiedenen Bildungsgängen aktiv.

## Ausstattung
Das in den 1960er Jahren erbaute Gebäude wurde 2009 bis 2011 umfangreich saniert und modernisiert. Die Architektur entspricht einem schnörkellosen Bauhausstil. 

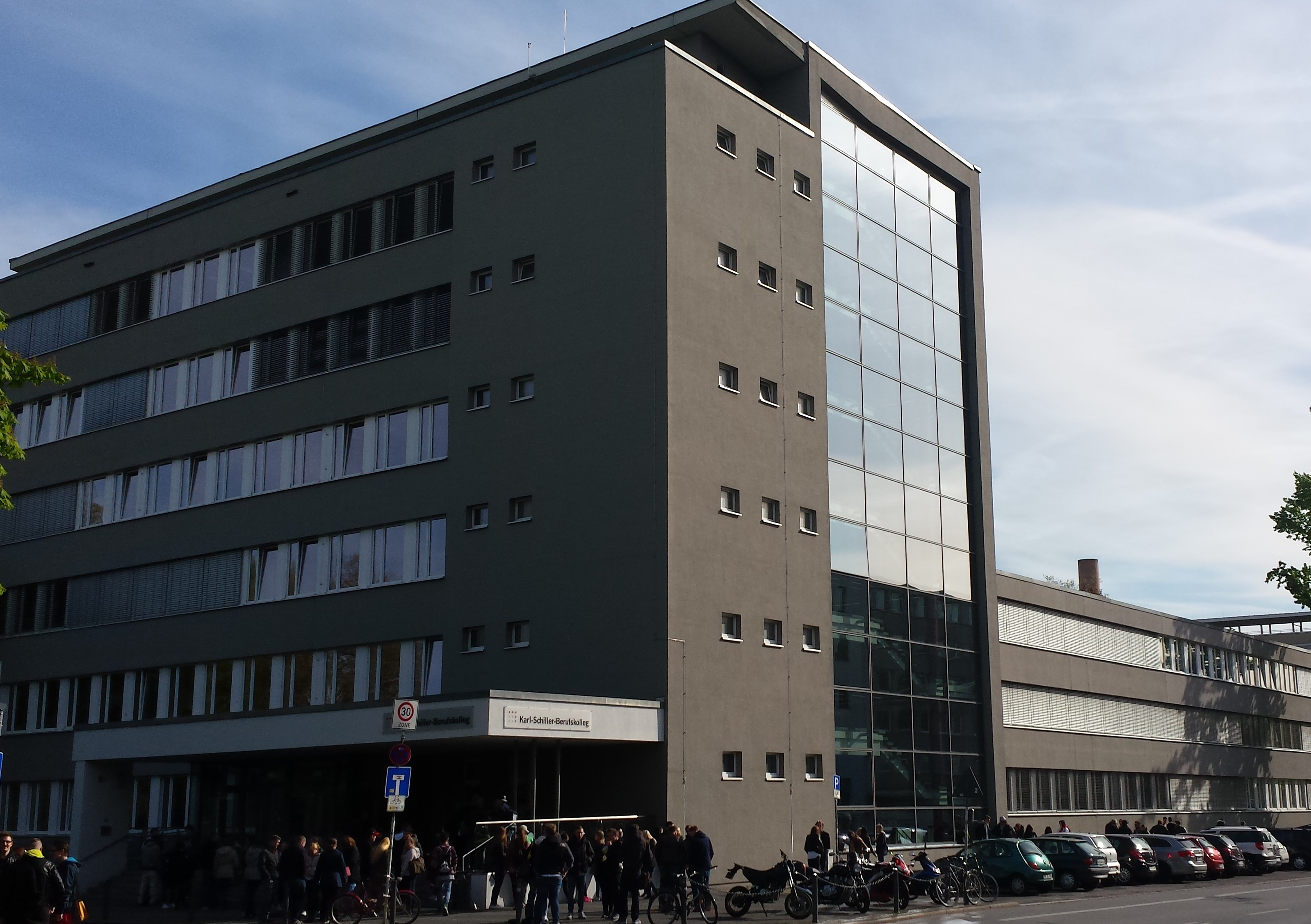
Eingangsbereich während der großen Pause

 Am 10. Oktober 2011 übergab der Oberbürgermeister der Stadt Dortmund, Ullrich Sierau, das sanierte Schulgebäude offiziell an die Lernenden und die Lehrenden. Das Kolleg verfügt über 64 Klassenräume, die alle mit PC und Beamer ausgestattet sind. 27 Räume sind so genannte Berufskollegräume (Klassenräume mit 12 separaten PC-Arbeitsplätzen). Weiterhin sind 6 Lernbüros vorhanden (je 24 PC-Arbeitsplätze). Ein Selbstlernzentrum ermöglicht es den Schülern, selbständig mit Hilfe von PC-Arbeitsplätzen und einer Handbibliothek zu lernen. Darüber hinaus sind jeweils spezielle Fachräume für die Fächer Datenverarbeitung, Biologie und Physik vorhanden. Der Sportunterricht findet in der angrenzenden doppelstöckigen Sporthalle statt. Weitere Sportstätten sind u. a. das Südbad, die Helmut-Körnig-Halle und das Stadion Rote Erde. Die privat betriebene Cafeteria steht den Schülerinnen und Schülern zwischen 7:30 und 13:30 zur Verfügung.

## Schulgeschichte
Das Karl-Schiller-Berufskolleg der Stadt Dortmund ging aus den Kaufmännischen Schulen II hervor. Diese haben (zusammen mit den Kaufmännischen Schulen I und III) ihre gemeinsame Wurzel in den „Handelslehranstalten Dortmund“, die im Jahre 1889 als Gemeinschaftswerk der Stadt Dortmund und der Handelskammer gegründet wurden. Die damaligen Kaufmännischen Schulen II sind im Jahre 1959 aus der ersten Teilung der „Städtischen Kaufmännischen Unterrichtsanstalten“ hervorgegangen. Die Teilung war erforderlich, weil die Schule mit damals über 11.000 Schülern zu groß geworden war.
1966 wurde der Höheren Handelsschule der gymnasiale Zweig als Schulversuch angegliedert. Dieser dauerte bis zum Jahre 1989 und wurde durch die Gymnasiale Oberstufe des Typs Wirtschaft und Verwaltung abgelöst. Ebenfalls im Jahr 1966 erhielten die Kaufmännischen Schulen II die Erlaubnis zum Betrieb der Fachoberschulen für Wirtschaft. 1993 wurde die Fachschule für Wirtschaft, ein Bildungsgang im Weiterbildungsbereich, eingeführt.
Am 15. Juni 1999 wurde das Berufskolleg in 'Karl-Schiller-Berufskolleg der Stadt Dortmund' umbenannt. Damit hatte der Schulausschuss dem Gesetz entsprechend allen Dortmunder Berufskollegs einen eigenen Namen gegeben und einen Beitrag zur besseren Unterscheidung der acht beruflichen Schulen geleistet.

## Schulprogramm
Im Schulprogramm des Karl-Schiller-Berufskollegs ist das Leitbild verankert:
Das Karl-Schiller-Berufskolleg ist eine kaufmännische Schule, die die Heterogenität seiner Lernenden wahrnimmt, sie akzeptiert und nutzt, um sie individuell so zu fördern, dass sie in beruflichen, gesellschaftlichen und privaten Zusammenhängen aktiv, verantwortungsbewusst und nachhaltig handeln können. Dabei versteht sich das Karl-Schiller-Berufskolleg als lernende Organisation,
- in der Respekt, Toleranz und Teamgedanke erwartet und gelebt werden,
- die von individualisierten Lernprozessen ausgeht und ihre Schüler berät und fördert,
- die zahlreiche Kooperationen und Projekte realisiert, um Lernprozesse zu optimieren,
- die ihre Prozesse systematisch evaluiert und deren Nachhaltigkeit sicherstellt,
- in der die Schüler sowie außerschulische Partner an der Entwicklung des Schullebens kooperativ teilhaben.

Über jährlich evaluierte und fortgeschriebene Zielvereinbarungen konkretisieren die einzelnen Bildungsgänge der Schule das so formulierte Leitbild spezifisch.

## Individuelle Förderung
Das Ministerium für Schule und Weiterbildung des Landes Nordrhein-Westfalen zeichnete das Karl-Schiller-Berufskolleg 2008 mit dem Gütesiegel Individuelle Förderung aus. Dieses Siegel wird Schulen verliehen, die in gelingender Praxis Schüler in unterschiedlichen Bereichen individuell fördern.
Hervorzuhebende Bereiche der Individuellen Förderung am Karl-Schiller-Berufskolleg sind:
- das in der Berufsschule durchgängige Konzept des selbst regulierten Lernens, welches u. a. individualisierte Lernprozesse ermöglicht,
- die individualisierte Förderung von Rechtschreibung, Grammatik und Zeichensetzung durch die Zusammenarbeit mit dem Gutschrift-Institut[4],
- die individualisierte Förderung von mathematischen Kompetenzen,
- das umfangreiche Studien- und Berufsorientierungskonzept[5] und
- das umfangreiche Angebot an Differenzierungskursen.

Seit 2009 ist das Karl-Schiller-Berufskolleg zudem eine Stützpunktschule im Bereich Individuelle Förderung und fungiert somit auch als Beratungsinstanz für andere Schulen.

Außerdem sind in der Schule zwei Sozialarbeiter(innen) tätig, die alle Bereiche der Schulsozialarbeit abdecken. 

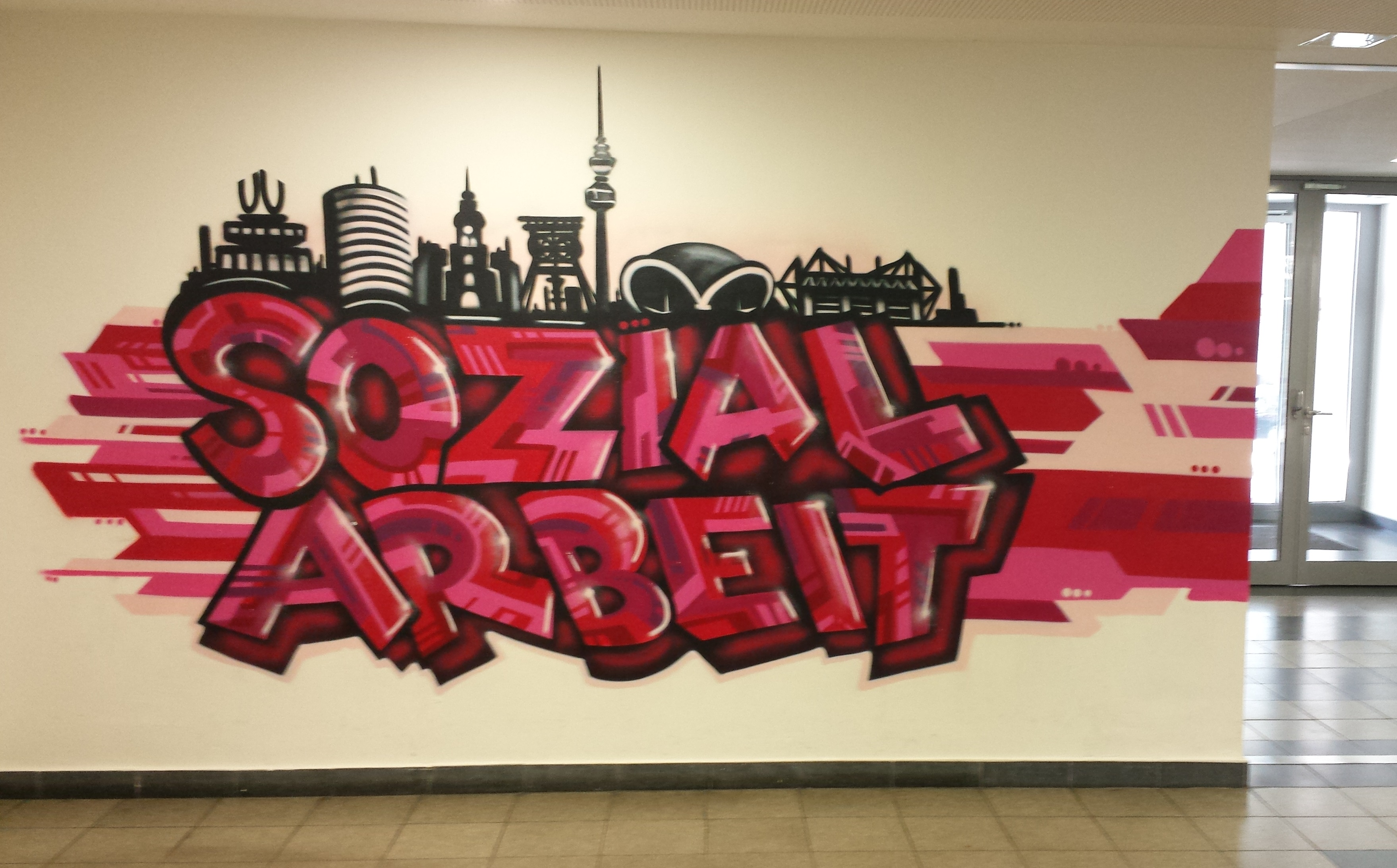
Graffito der Schülersozialarbeit in Bauteil C

Seit Juni 2013 nimmt das Karl-Schiller-Berufskolleg an der Initiative „Zukunftsschulen NRW – Netzwerk Lernkultur Individuelle Förderung“ vom Ministerium für Schule und Weiterbildung des Landes NRW teil.

## Auszeichnungen (chronologische Auswahl)
Das Karl-Schiller-Berufskolleg erhielt in den letzten Jahren verschiedene Auszeichnungen:
- Schule ohne Rassismus – Schule mit Courage (2008)
- UNESCO-Zertifikat für nachhaltige Bildung – Offizielles Projekt der UN-Weltdekade (2008)
- Gütesiegel Individuelle Förderung (2008) und Stützpunktschule Individuelle Förderung (2009)
- Agenda 21 – Dortmund – Siegel für nachhaltige Entwicklung (2009)
- 1000. Projekt der UN Dekade für Nachhaltige Bildung (2010)
- Fairtrade-Plakette der Stadt Dortmund (2011)
- Sonderpreis zum Westfälischen Handelspreis 2011 – Würdigung der innovativen Ausbildung im Bereich Einzelhandel (2011)
- Agenda 21 – Dortmund – Siegel für nachhaltige Entwicklung (2011)
- Schule der Zukunft – Bildung für Nachhaltigkeit (2012)
- Agenda 21 – Dortmund – Siegel für nachhaltige Entwicklung  (2012)
- Dortmunder Bürgerumweltpreis (2013)

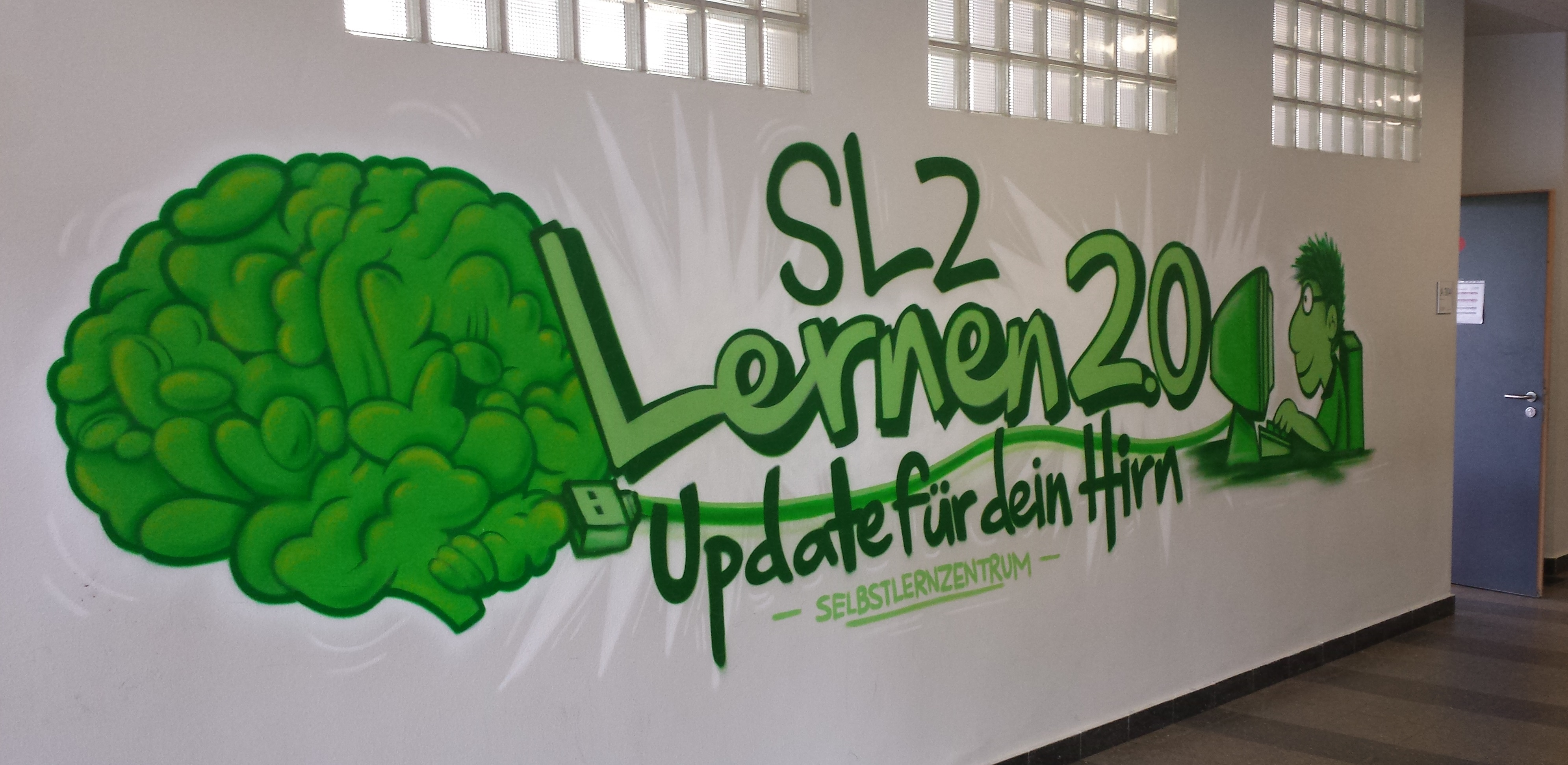
Graffito des Selbstlernzentrums in Bauteil A

## Bildungsgänge der Schule

### Berufsschule
Der Bereich der Berufsschule umfasst etwa 2.350 Schüler; diese werden in 10 Ausbildungsberufen ausgebildet, die Schwerpunkte hierbei liegt auf den Bereichen Handel, Marketing und Dienstleistung.
Aktuell bildet das Karl-Schiller-Berufskolleg im Zuge der dualen Ausbildung in folgenden Ausbildungsberufen aus:
- Automobilkauffrau/-mann
- Buchhändler/-in
- Bürokauffrau/-mann bzw. Kauffrau/-mann für Büromanagement
- Drogist/-in
- Fachangestellte/-r für Medien- und Informationsdienste
- Gestalter/-in für visuelles Marketing
- Kauffrau/-mann für audio-visuelle Medien
- Kauffrau/-mann für Marketingkommunikation
- Kauffrau/-mann im E-Commerce
- Kauffrau/-mann im Einzelhandel und Verkäufer/-in
- Veranstaltungskauffrau/-mann

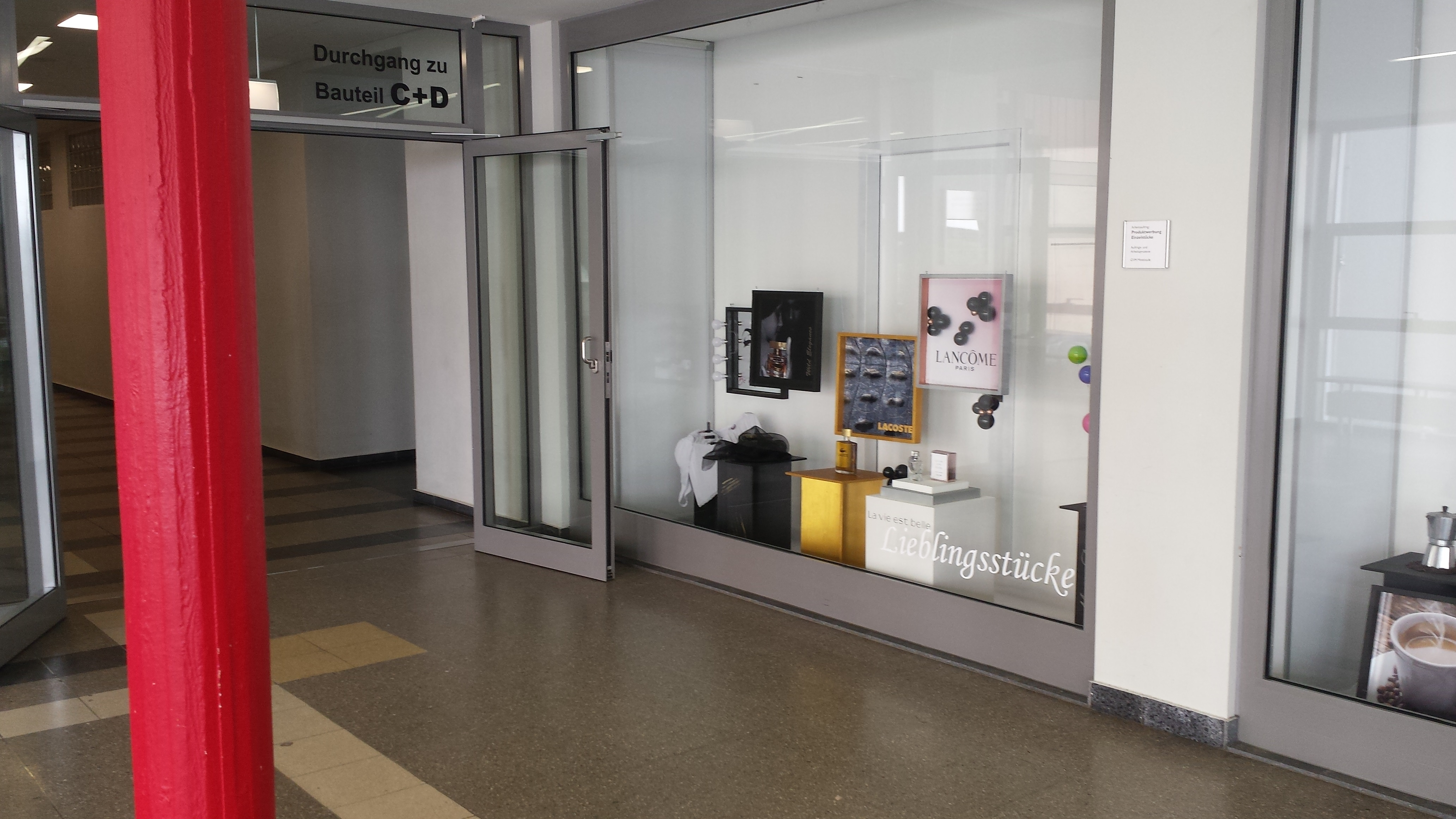
„Lieblingsstücke“, ein Beispiel für die Schaufenstergestaltung des Ausbildungsgangs „Gestalter/in für visuelles Marketing“ in Bauteil B

Den größten Bildungsgang der Berufsschule stellt der Bereich Einzelhandel dar. Das Karl-Schiller-Berufskolleg ist die zweitgrößte Bildungsinstitution in Nordrhein-Westfalen, die im Rahmen des dualen Systems der Berufsausbildung an der Ausbildung von Nachwuchskräften im Bereich Einzelhandel beteiligt ist. Einige Bildungsgänge, u. a. Fachangestellte für Medien- und Informationsdienste, Kaufleute für Marketingkommunikation und Veranstaltungskaufleute fungieren als Bezirksfachklassen für einen oder mehrere Regierungsbezirke oder als Landesfachklassen für ganz Nordrhein-Westfalen.
Der Berufsschulunterricht ist in den Bildungsgängen durchgängig praxisnah und didaktisch zeitgemäß organisiert. Im Zuge des Lernfeldkonzeptes wird besonderer Wert auf eine hohe Selbständigkeit und Selbstverantwortlichkeit des Lernprozesses der Auszubildenden gelegt. Auszubildende, die im Zuge ihrer dualen Ausbildung das Karl-Schiller-Berufskolleg besucht haben, werden regelmäßig auf lokaler, landesweiter und bundesweiter Ebene für ihre Bestleistungen ausgezeichnet.

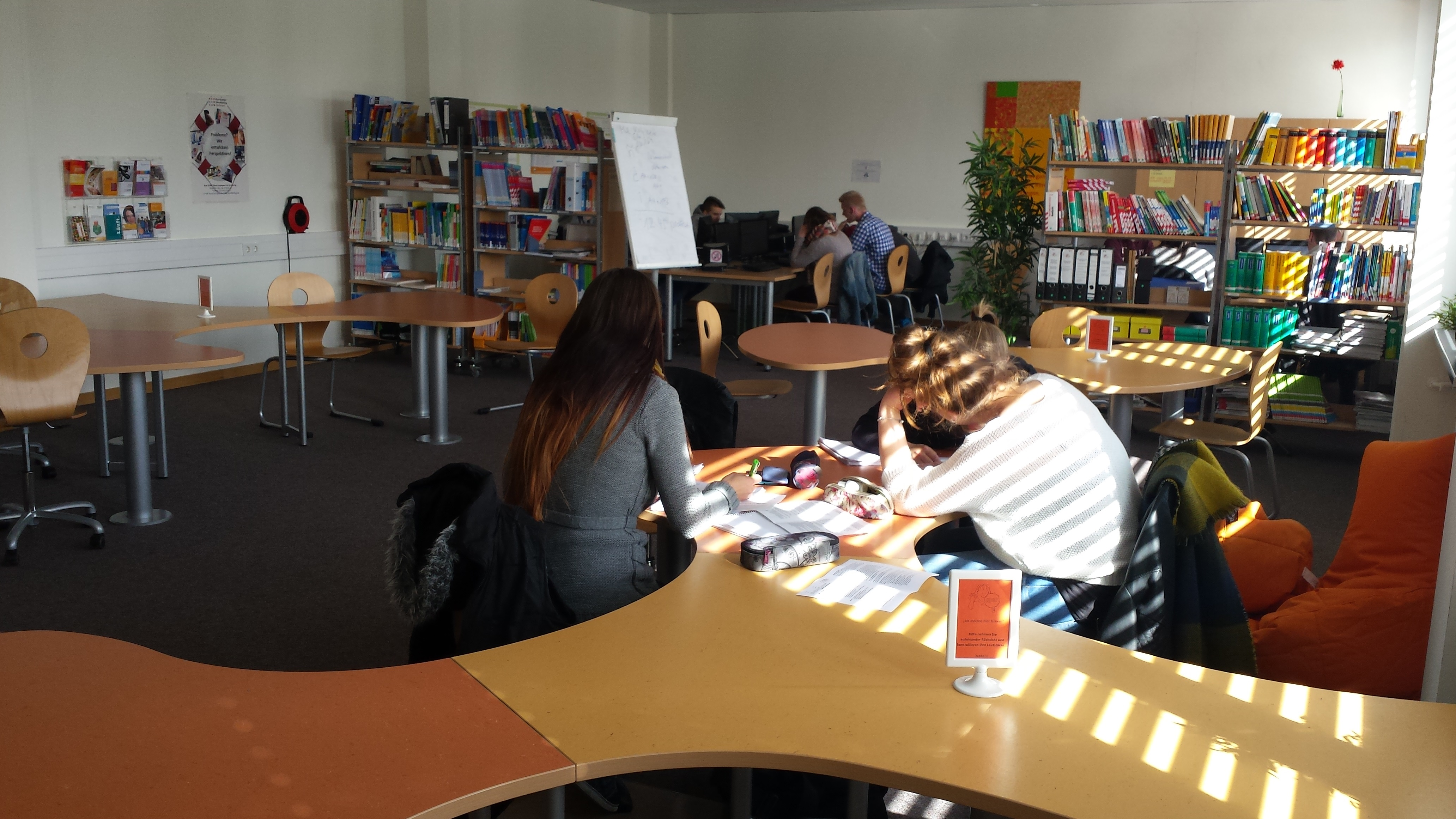
Blick ins Selbstlernzentrum

#### Modellversuche und Projekte (chronologische Auswahl)
Die Abteilung Berufsschule nimmt fortlaufend an Modellversuchen und Projekten teil, die teilweise von wissenschaftlichen und weiteren außerschulischen Institutionen begleitet und teilweise abteilungsintern durchgeführt werden.

##### BLK-Modellversuchsegel-bs
Das Karl-Schiller-Berufskolleg nahm im Zeitraum von 2005 bis 2007 mit dem Bildungsgang Einzelhandel am BLK-Modellversuch segel-bs (= selbst reguliertes Lernen in Lernfeldern der Berufsschule) teil. Im Zuge des Modellversuchs wurden für alle Lernfelder der drei Ausbildungsjahre unterrichtliche Lernsituationen entwickelt, die sich durch einen hohen Praxisbezug auszeichnen und selbst reguliertes Lernen durchgängig ermöglichen. Die Lernsituationen wurden im Bereich Einzelhandel curricular dauerhaft implementiert. Wissenschaftlich begleitet wurde der Modellversuch vom Lehrstuhl für Wirtschaftspädagogik (Lehrstuhlinhaber: Peter F. E. Sloane) der Universität Paderborn.

##### Pilotprojekt des Landes Nordrhein-WestfalenaSE
2005–2008 nahm das Karl-Schiller-Berufskolleg bei Förderung durch das Ministerium für Arbeit, Gesundheit und Soziales des Landes Nordrhein-Westfalen am Pilotprojekt aSE (= Berufsausbildung und Selbständigkeit im Einzelhandel) teil. Ziel dieses Pilotprojektes war die Entwicklung, Erprobung und Evaluation von transferfähigen Materialien zur Qualifizierung für die berufliche Selbständigkeit.

##### Leonardo da Vinci-ProjektEUKONA
Im Zeitraum von 2007 bis 2009 erfolgte die Teilnahme der Schule am Leonardo da Vinci-Projekt EUKONA (= Europäische Kompetenzentwicklung zum nachhaltigen Wirtschaften). Im Zuge der Projektteilnahme wurden umfangreiche Lehr-/Lernmaterialien zum nachhaltigen Wirtschaften entwickelt. Die Ergebnisse wurden in die internen Curricula implementiert und darüber hinaus in andere Bildungsgänge transferiert. Projektpartner waren u. a. das Ministerium für Schule und Weiterbildung des Landes Nordrhein-Westfalen und das Wuppertal Institut für Klima, Umwelt, Energie.

##### BMBF-ProjektZUKKER
Im Zuge der Teilnahme (Laufzeit 2010–2012) am BMBF-Projekt ZUKKER (= Zukunftsfähige Kompetenzen für die Märkte von Morgen erwerben) wurden Lernmodule entwickelt, die eine Zusatzqualifizierung im Bereich Fairer Handel ermöglichen. Diese wurden mit Projektklassen erprobt, curricular verankert und anschließend anderen Bildungsinstitutionen zur Verfügung gestellt. Das Projekt wurde wissenschaftlich begleitet von der Leuphana Universität Lüneburg. Weiterer Projektpartner war die Impulse-Agentur aus Dortmund.

##### Internes ProjektInFö-BS
Bei einer geplanten Projektlaufzeit von 2011 bis 2014 stand beim berufsschulinternen Projekt InFö-BS (= Individuelle Förderung in Bildungsgängen der Berufsschule) die Entwicklung, Erprobung, Optimierung und Implementation bildungsgangspezifischer Konzepte für die individuelle Förderung der Schüler im Mittelpunkt.

##### BMBF-ProjektKONWIKA
Das Karl-Schiller-Berufskolleg war am BMBF-Projekt KONWIKA (=Entwicklung und Prüfung eines Kompetenzmodells für ein nachhaltiges Wirtschaften kaufmännischer Auszubildender) mit einer Projektlaufzeit von 2011 bis 2014 beteiligt. Ziel des Projektes war es, ein Kompetenzmodell für ein nachhaltiges Wirtschaften kaufmännischer Auszubildender zu konzipieren und empirisch zu prüfen. Dabei wurden sowohl kognitionsbezogene Aspekte als auch einstellungs- und wertbezogene Komponenten berücksichtigt.

##### MSW-ProjektInBig
Das Projekt InBig (Individuelle Kompetenzentwicklungswege: Bildungsgangarbeit in einer dualisierten Ausbildungsvorbereitung) ist im Rahmen des Bundesprogramms „XENOS – Integration und Vielfalt“ verankert. Es wird gefördert durch das Bundesministerium für Arbeit und Soziales (BMAS) und den Europäischen Sozialfonds (ESF). In Kooperation zwischen Ministerium für Schule und Weiterbildung des Landes NRW (MSW) und dem Centre for Vocational Education and Training (cevet) der Universität Paderborn wurde es im Zeitraum von März 2012 bis Dezember 2014 an bis zu 16 Berufskollegs in NRW durchgeführt, das Karl-Schiller-Berufskolleg agierte dabei als einer der Durchführungspartner. Der Schwerpunkt des Projekts lag auf der dualisierten Ausbildungsvorbereitung: Diagnose von Basiskompetenzen, Entwicklung individueller Förderpläne und Entwicklung von Lernmaterialien unterschiedlicher Niveaustufen.

#### Weitere Kooperationen mit Universitäten zur Unterrichtsentwicklung
Seit dem Jahr 2008 kooperiert das Karl-Schiller-Berufskolleg mit der Universität Paderborn. Lehrkräfte arbeiten in Form von Teilabordnungen des Wirtschaftspädagogischen Graduiertenkollegs in der Universität und promovieren zu aktuellen schulpraktischen Themen.

### Ausbildungsvorbereitung
„Die Ausbildungsvorbereitung vermittelt berufliche Kenntnisse, Fähigkeiten und Fertigkeiten sowie berufliche Orientierung. Die Lernenden entwickeln Kompetenzen für die Aufnahme einer beruflichen Erstausbildung oder einer Erwerbstätigkeit. Die Bildungsgänge der Ausbildungsvorbereitung ermöglichen den Erwerb eines dem Hauptschulabschluss gleichwertigen Abschlusses. Die Ausbildungsvorbereitung dauert ein Jahr. Der theoretische Unterricht wird durch Praktika und Unterricht mit hohen Praxisanteilen ergänzt. Die Bildungsgänge werden in Teilzeit- und Vollzeitform angeboten. In der Teilzeitform wird der Unterricht mit Angeboten berufsvorbereitender Maßnahmenträger abgestimmt.“

### Einjährige Berufsfachschule
In den fünf Klassen der Einjährigen Berufsfachschule erwerben Schüler mit mittlerem Bildungsabschluss (Fachoberschulreife) innerhalb eines Jahres eine berufliche Grundbildung, bei besonders guten Leistungen auch die Qualifikation zum Besuch der gymnasialen Oberstufe. Die berufliche Grundbildung wird in den Bereichen Wirtschaft und Verwaltung (Einjährige Handelsschule mit den Schwerpunkten Absatzwirtschaft und Kundenberatung sowie Bürowirtschaft und kaufmännische Verwaltung) oder Informations- und Telekommunikationstechnik erworben. Ziel ist die Vorbereitung auf eine Berufsausbildung im kaufmännischen oder informationstechnischen Bereich mittels besonderer Unterrichtsveranstaltungen, z. B. Projekte zum Service Learning und individuelle Fördermaßnahmen.

### Berufliches Gymnasium (Wirtschaftsgymnasium/Informatikgymnasium)
Am beruflichen Gymnasium mit den Ausrichtungen Wirtschaftsgymnasium (1. Leistungskursfach: Betriebswirtschaftslehre) und Informatikgymnasium (1. Leistungskursfach: Mathematik, 2. Leistungskursfach: Informatik) sind insgesamt rund 240 Schüler mit Fachoberschulreife mit der Berechtigung zum Besuch der gymnasialen Oberstufe aktiv. In drei Jahren erwerben sie berufliche Kenntnisse und die Allgemeine Hochschulreife (Abitur). In der Jahrgangsstufe 11 als Angleichungsstufe steht die individuelle Förderung in den Fächern Deutsch, Mathematik und Englisch im Mittelpunkt. In den Jahrgangsstufen 12 und 13 setzen Schüler Neigungsschwerpunkte durch die Wahl von Differenzierungskursen. Hier ermöglicht der Schwerpunkt „Marketing & Handel“ eine berufliche Akzentuierung. Entwicklungsgespräche und Angebote zur Berufs- sowie Studienorientierung begleiten die Lernenden durch alle Jahrgangsstufen.

### Fachschule für Wirtschaft
Menschen mit Berufserfahrung können am Karl-Schiller-Berufskolleg in Form einer Aufstiegsfortbildung berufsbegleitend oder in Vollzeit den Abschluss Staatlich geprüfter Betriebswirt mit den Schwerpunkten Absatzwirtschaft oder Wirtschaftsinformatik erwerben. Der Schulbesuch dauert drei Jahre in der berufsgeleitenden und zwei Jahre in der Vollzeitform. Staatlich geprüfte Betriebswirte haben einen prüfungsfreien Zugang zu allen Studiengängen an allen öffentlichen Hochschulen in Deutschland. Durch Kooperationen mit einigen Fachhochschulen und Universitäten kann ein anschließendes Studium zum Bachelor oder direkt zum Master verkürzt werden.

### Höhere Handelsschule
Die Höhere Handelsschule können Schülerinnen und Schüler mit mittlerem Schulabschluss (Fachoberschulreife, FOR mit und ohne Q-Vermerk) nach Klasse 10 oder mit der Berechtigung zum Besuch der gymnasialen Oberstufe besuchen. Ziel ist die Erlangung des theoretischen Teils der Fachhochschulreife, um – in Verbindung mit einer Ausbildung (praktischer Teil) oder eines einschlägigen 24-wöchigen Praktikums – an einer Fachhochschule zu studieren bzw. eine gute und qualifizierte Ausgangsposition für die Bewerbung auf dem Arbeitsmarkt zu erlangen.
Dauer des Bildungsgangs: 2 Jahre

## Partnerschulen
Das Karl-Schiller-Berufskolleg pflegt Beziehungen zu verschiedenen Partnerschulen rund um den Globus. Dies sind momentan:
- Elizbarrutiko Irakas-Gunea Muskiz, Spanien
- Handelsoberschule Heinrich Kunter Bozen, Südtirol, Italien
- Holstebro Handelsskole Holstebro, Dänemark
- Koning-Willem-College´s Hertogenbosch Niederlande
- Polaris Career Center Cleveland, Ohio, USA
- Politécnico de Economía Antonio Guiteras Holmes, Havana, Cuba
- Ribe Handelsskole Ribe, Dänemark

## Partnerhochschulen
Das Karl-Schiller-Berufskolleg kooperiert im Bereich der Weiterbildung mit mehreren Hochschulen in Deutschland. Absolventen der Weiterbildung Staatlich geprüfter Betriebswirt am Karl-Schiller-Berufskolleg haben an folgenden Hochschulen die Möglichkeit, ein Bachelor- oder Masterstudium zu verkürzen:
- Akademie für Unternehmensmanagement (direkt zur AFUM)
- EBZ Business School
- Europäische Fachhochschule
- Fachhochschule Südwestfalen
- HFH Hamburger Fern-Hochschule (Fernstudium)
- Private Hochschule Göttingen (Fernstudium)

## Teilnahme an Wettbewerben
Regelmäßig nehmen Bildungsgänge an schulischen Wettbewerben teil, honoriert z. B. 2019  mit einem bundesweit 4. Platz, 2018 mit einem 3. Platz (NRW), 2014 mit einem 7. Platz  und 2015 mit einem 3. Platz beim Deutschen Gründerpreis für Schüler. 2013 erreichten die Gründungsideen in der Region Westfalen-Lippe Platz 1, Platz 5, Platz 6 und Platz 9.
Im Zuge der Teilnahme am bundesweiten RWE-Wettbewerb zur Energieeffizienz belegte ein Klassenteam mit dem Projekt zur „Earth Hour 2013 Dortmund“ den 1. Platz (Sieger Sekundarstufe II – Kategorie I: Andere zum Mitmachen bewegen). Bei dem Schaufensterwettbewerb 2010 in Hagen wurde der Beitrag der angehenden Gestalter für visuelles Marketing mit dem Ehrenpreis gewürdigt.

## Publikationen (chronologische Auswahl)
- Krakau, Uwe / Rickes, Mabel (2005): Karl-Schiller-Berufskolleg der Stadt Dortmund, in: Dilger, Bernadette / Sloane, Peter F. E. / Tiemeyer, Ernst (Hrsg.): Selbstreguliertes Lernen in Lernfeldern – Band I: Konzepte, Positionen und Projekte im Bildungsgang Einzelhandel, Paderborn 2005, S. 61–68.
- Krakau, Uwe / Rickes, Mabel (2006): Implizite Vermittlung von Lernstrategien und ihre Rahmenbedingungen in einer Modellversuchsschule – SKOLA am Karl-Schiller-Berufskolleg der Stadt Dortmund, in: Lang, Martin / Pätzold, Günter (Hrsg.): Wege zur Förderung selbstgesteuerten Lernens in der beruflichen Bildung, Bochum 2006, S. 109–137.
- Krakau, Uwe / Rickes, Mabel (2007): Förderung selbst regulierten Lernens in Fachklassen des dualen Systems – Rahmenbedingungen, Umsetzung und Evaluation (PDF; 264 kB), in: bwp@, Ausgabe 13, 2007.
- Krakau, Uwe (2007): Wie es läuft, damit alles läuft: Eine Lernsituation aus dem Berufsfeld Wirtschaft und Verwaltung zur Förderung einer neuen Lernkultur, in: berufsbildung, Heft 106, 2007, S. 8–12.
- Dilger, Bernadette / Krakau, Uwe / Rickes, Mabel / Sloane, Peter, F. E./ Tiemeyer, Ernst (2007): Entwicklung von Lernsituationen zur Förderung selbst regulierten Lernens in Lernfeldern – Beispiele aus dem Einzelhandel (PDF; 3,1 MB), in: Tiemeyer, Ernst / Krakau, Uwe (Hrsg.): Selbst reguliertes Lernen in beruflichen Schulen – Informationen zur Unterrichts-, Lehrkräfte- und Schulentwicklung im Kontext des Modellversuchs segel-bs, NRW, Soest 2007, Modellversuchsinformation 4.
- Dilger, Bernadette / Krakau, Uwe (2007): Strategien selbst regulierten Lernens (PDF; 1,1 MB), in: Tiemeyer, Ernst / Krakau, Uwe (Hrsg.): Selbst reguliertes Lernen in beruflichen Schulen – Informationen zur Unterrichts-, Lehrkräfte- und Schulentwicklung im Kontext des Modellversuchs segel-bs, NRW, Soest 2007, Modellversuchsinformation 5.
- Dilger, Bernadette / Rickes, Mabel / Sloane, Peter F. E. (2007): Instrumente zur Beobachtung und Beschreibung selbst regulierten Lernens (PDF; 1,2 MB), in: Tiemeyer, Ernst / Krakau, Uwe (Hrsg.): Selbst reguliertes Lernen in beruflichen Schulen – Informationen zur Unterrichts-, Lehrkräfte- und Schulentwicklung im Kontext des Modellversuchs segel-bs, NRW, Soest 2007, Modellversuchsinformation 6.
- Krakau, Uwe / Jaeger, Petra (2008): Unternehmertum fördern! – Erfahrungen mit dem Pilotprojekt Berufsausbildung und Selbstständigkeit im Einzelhandel, in: Die Kaufmännische Schule, Heft 1, 2008, S. 11–16.
- Knochenhauer, Isabella / Krakau, Uwe (2009): Berufliche Selbstständigkeit fördern – Projekterfahrungen im dualen System und in der gymnasialen Oberstufe, in: Erziehungswissenschaft und Beruf, Heft 1, 2009, S. 67–84.
- Knochenhauer, Isabella / Krakau, Uwe (2009): Zwischen Gründungssensibilisierung und Geschäftsplan – Darstellung und Zusammenführung von zwei exemplarischen Projekten zur Entwicklung unternehmerischer Kompetenz, in: Wirtschaft und Erziehung, Heft 5, 2009, S. 147–155.
- Zaib, Volker (2009): Neue Besen kehren gut. Die erfolgreiche Integration der Fachangestellten für Medien- und Informationsdienste in die Archivlandschaft Nordrhein-Westfalens, in: Archivar, Jg. 62, Heft 2, 2009, S. 61–65.
- Stork, Jan Hendrik (2011): Zur Verknüpfung von kaufmännischen und mathematischen Kompetenzen im Lernfeldkonzept zu Beginn der Ausbildung im Einzelhandel (PDF; 237 kB), in: bwp@, Ausgabe 20, 2011.
- Krakau, Uwe (2011): Veränderungen in der schulischen Curriculumarbeit: Lernfelder schulisch implementieren (PDF; 1,2 MB), in: bwp@ Spezial 5, 2011.
- Brünger, Sarah/Zaib, Volker (2013): Erfolgsmodell FaMI. FaMI-Azubis aus NRW gemeinsam beim Deutschen Archivtag 2012 in Köln, in: Archivar, Jg. 66, Heft 2, S. 183–185. (|pdf: Archivar, Jg. 66, Heft 2)
- Zaib, Volker (2014): Bestandserhaltung – auch ein Thema für FAMIs, in: Archivpflege in Westfalen-Lippe, Heft 81, 2014, S. 60–61.